# Oratorio del Santissimo Crocifisso (Incisa in Val d'Arno)
L'oratorio del Santissimo Crocifisso si trova ad Incisa Valdarno, nel comune di Figline e Incisa Valdarno.

## Storia
L'oratorio nacque in relazione ad un ospedale sorto nel 1363, che fu dotato l'anno dopo, per concessione del vescovo di Fiesole Andrea Corsini, di un oratorio, molto differente dall'attuale che comunque era già esistente nel Cinquecento e fu fondato dalla Compagnia di San Lorenzo, come si vede dalla graticola simbolo del santo scolpita sopra il portale. Il Crocifisso ligneo, oggi assai venerato, pervenne all'oratorio da Firenze forse nel Quattrocento. Il simulacro diventò miracoloso nel momento in cui, dopo essere stato trasferito nella vicina ma più importante chiesa di San Biagio in Castello oggi non più esistente, si dice che in una notte nevosa tornò a piedi all'oratorio lasciando piccole impronte sulla neve. 
L'edificio attuale è quello che risale al rifacimento del 1675 quando venne dotato anche dell'altare per volontà di Monsignor Neri Altoviti. Col crescere del borgo presso il fiume, l'oratorio perse importanza e fu soppresso, con l'ospedale che era rimasto funzionante, nel 1785. Il Crocifisso fu trasferito temporaneamente nella nuova chiesa parrocchiale di Sant'Alessandro ma si racconta che di nuovo tornò al suo luogo di "residenza" e fu scoperto da dei contadini che andavano a valle. L'oratorio fu quindi riconsacrato nel 1823 e per tutto l'Ottocento e il primo Novecento fu meta di fedeli che qui potevano trovare anche erbe ed oli medicamentosi "del Crocifisso". L'edificio fu restaurato nel 1969 ed una seconda volta nel 2002 quando fu allestito per divenire sede del Museo di Arte Sacra di Incisa Valdarno.

## Descrizione
La facciata è contraddistinta da una finestra semicircolare in alto, due finestrelle laterali in basso ed il portale al centro sormontato da un timpano spezzato e da un rilievo con la graticola simbolo di San Lorenzo, patrono della menzionata Compagnia che vi aveva sede. L'interno è ad aula unica con bella volta unghiata su peducci in pietra serena e presenta in fondo il bell'altare tardosecentesco che ancora ospita il simulacro. Il confessionale in muratura possiede ancora l'arredo originale del Settecento.
Il Crocifisso che dà nome all'edificio è una scultura lignea fiorentina datata tra la fine del Quattrocento e l'inizio del Cinquecento, che presenta un volto non eccessivamente patetico, un corpo morbido e di adeguata correttezza anatomica, dipinto con naturalezza cromatica. La grande Croce sulla quale è appoggiata è invece settecentesca.